# Rembrandt 1
REMBRANDT-1 is een onderzeese telecommunicatiekabel en verbindt het Verenigd Koninkrijk met Nederland door de Zuidelijke Noordzee.
Het heeft landing points in:
1. Pakefield bij Lowestoft, Suffolk, Verenigd Koninkrijk
2. Bakkum/Castricum, Noord-Holland, Nederland

## Bron
Kingfisher informatie service 